# Harry Wayne Casey
Harry Wayne Casey, mais conhecido como K.C. (Opa-locka, 31 de janeiro de 1951), é um músico e produtor estadunidense. Ele é mais conhecido por ser o vocalista do grupo KC and the Sunshine Band, bem como produtor de vários hits de outros artistas e um dos pioneiros da música disco da década de 1970.

## Biografia
Nascido em Opa-Locka, Flórida, sendo o pai de ascendência irlandesa e mãe italiana, Casey se interessou pela música desde sua infância. Quando adolescente ele participou e cantou com várias bandas locais e tocando piano na Igreja Pentecostal, sua família sempre o assistia. Ele estudou música em Miami-Dade Community College e trabalhou por um tempo numa loja de vendas de disco, local onde ele percebeu que muitas vezes os clientes não lembravam dos títulos dos registros que queriam, e na loja perderia a venda - esta é a razão pela qual muitas de suas canções repetem palavras em seus títulos.
Enquanto trabalhava na loja de discos, muitas vezes Casey entregava fitas para os coordenadores da TK Records em Hialeah, e gastou muito tempo visitando o estúdio, no qual eventualmente, ele foi contratado para trabalhar no armazém. Kc e o baixista Richard Finch, juntamente com outros músicos formaram KC and the Sunshine Band em 1973. Casey tocando seu piano elétrico e apostou no grupo. Casey e Finch (os únicos membros brancos do grupo) também formaram uma parceria na composição e produção, e em 1974 teve seu primeiro hit como compositor com George McCrae, "Rock Your Baby" Casey e Finch também escreveu e produziu músicas para Betty Wright e Jimmy Bo Horne.

### Carreira musical
O re-nomeado KC and the Sunshine Band teve algum sucesso no Reino Unido em 1974 com a "Queen of Clubs"; então atingiu grande sucesso nos Estados Unidos em 1975 com "Get Down Tonight" e "That's the Way (I Like It)". Casey e Richard Finch produziram juntos "(Shake, Shake, Shake) Shake Your Booty", "I'm Your Boogie Man", "Keep It Comin' Love" e "Please Don't Go". "Boogie Shoes" apareceu na trilha sonora do álbum para o filme Saturday Night Fever. A ele também aderiu Teri Desario pelo seu hit "Yes, I Am Ready", em 1979.
Casey e a Sunshine Band, no início dos anos 1980, gravaram vários álbuns a solo orientados para o pop. Em janeiro de 1982, Casey sobreviveu em um grave acidente automobilístico, quando estava dirigindo e seu carro foi atingido frontalmente. Ele foi deixado parcialmente paralisado por um período de seis meses, e teve de voltar a aprender a caminhar, dançar, e tocar piano, mas até ao final do ano ele estava de volta à gravação em estúdio. "Give It Up" foi lançado como um hit solo, com o nome de Number One no Reino Unido, e foi um sucesso Top 20 nos EUA, em 1984. Mas o gosto musical tinha mudado e Casey se aposentou (temporariamente) a partir de 1985.
Em meados da década de 1990, devido ao interesse na música e a moda dos anos 70, Casey reformulou a Sunshine Band. Ele faz 200 shows por ano nos Estados Unidos, Canadá, e no Caribe, e tem grande sucesso também na Inglaterra, Itália, Austrália, Brasil e Chile. Ele também continua a produzir para outros artistas e está trabalhando ativamente na caridade, na sua nativa Miami.
Casey continua sendo um marco dos anos 70. Suas canções famosas, com letras grudentas, cativantes, e brilhantes, com um toque de percussão cubana ainda arrebatam multidões e continuam a ser populares em filmes, comerciais de TV, e em eventos esportivos.

## Discografia
- Do It Good (1974)
- KC and the Sunshine Band (1975)
- The Sound of Sunshine (1975)
- Part 3 (1976)
- Who Do Ya Love (1978)
- Do You Wanna Go Party (1979)
- Space Cadet (1981)
- The Painter (1981)
- All in a Night's Work (1982)
- KC Ten (1983)
- Oh Yeah! (1993)
- I'll Be There For You (2001)
- Yummy (2007)